# Crif
Die CRIF S.p.A. ist eine internationale Gruppe von Wirtschaftsauskunfteien mit Hauptsitz in Bologna. Die deutsche CRIF GmbH mit Sitz in München, vormals Crif Bürgel GmbH, Bürgel Wirtschaftsinformationen GmbH & Co. KG und Deltavista GmbH, ist die deutsche Konzerngesellschaft. In Österreich ist die ebenfalls CRIF GmbH benannte Gesellschaft mit Sitz in Wien ein Teil des Konzerns.

## CRIF Deutschland

### Geschichte
1885 gründete Martin Bürgel die Martin Bürgel GmbH in Berlin. Bis zum Anfang des 20. Jahrhunderts wurden 300 Bürgel-Auskunftsstellen in Deutschland eröffnet.
1903 wurde die Filialorganisation umgewandelt in eine Organisation mit inhabergeführten Bürgel-Büros, das Cartell der Vereinigten Auskunfteien Bürgel, und die Bürgel Centrale GmbH mit Sitz Aachen gegründet. Dies geschah aus Sicht des heutigen Unternehmens bereits „im Geist und Sinn einer Franchise-Organisation“. 1904 unterzeichneten rund 300 Bürgel-Partner einen Partnerschaftsvertrag. 1994 zog die Bürgel-Zentrale nach Hamburg. Gesellschafter der neu gegründeten Bürgel Wirtschaftsinformationen GmbH & Co. KG waren bis 2016 die Euler Hermes Deutschland AG (Allianz-Gruppe) und die EOS Holding GmbH (Otto Group). Im Februar 2016 hatte die global agierende Wirtschaftsauskunftei-Gruppe Crif mit Sitz in Bologna, Italien, sämtliche Anteile an der Bürgel-Gruppe übernommen. Im Juli 2016 übernahm Crif ebenfalls die Deltavista GmbH, Karlsruhe. Im Juli 2017 schlossen sich beiden Unternehmen zur Crif Bürgel GmbH zusammen.
Seit dem November 2021 firmiert das Unternehmen nur noch als Crif GmbH.

### Struktur
Die Verwaltungssitze befinden sich in Hamburg und Karlsruhe.
Die 40 Standorte in Deutschland werden heute sowohl von der Crif GmbH als auch von selbständigen Franchise-Partnern betrieben.
Zur Crif-Gruppe gehören
- Euro-pro Gesellschaft für Data Processing mbH, eine hundertprozentige Tochtergesellschaft
- Supercheck, ebenfalls eine hundertprozentige Tochtergesellschaft der Euro-pro Gesellschaft für Data Processing mbH. Seit 2018 wird Supercheck als Marke der Euro-pro Gesellschaft für Data Processing mbH fortgeführt.
- Crif Credit Solutions GmbH, eine hundertprozentige Tochtergesellschaft

### Datenverarbeitung und Kunden
Die Crif bietet über eine Programmierschnittstelle Kunden einen „Score“ an. Versandhändler wie Zalando nutzen diese Dienste um etwa Zahlung auf Rechnung anzubieten, bzw. bestimmten Kunden zu verwehren.

#### Telco Information Platform
Crif betreibt unter anderem eine Datensammlung für Mobilfunkanbieter über die Vertragsdaten derer Kunden. Diese Daten werden auch für die Ermittlung der Kreditwürdigkeit der Kunden genutzt. Öffentlich bekannt wurde die Plattform durch eine Klage von Datenschützern dagegen.

## CRIF Österreich

### Geschichte
Die Deltavista Österreich mit Sitz in Wien wurde 2011 von der italienischen CRIF übernommen. Zuvor war die Deltavista in einen Datenschutzskandal verwickelt, bei dem rechtswidrig Insolvenzdaten von Gerichten gesammelt wurden.

### Datenverarbeitung zu Privatpersonen
Die Crif Österreich bietet über verschiedene Programmschnittstellen Produkte zum Scoring für Privatpersonen an. Diese Scores werden von Versandhändlern, Telekomunternehmen und Banken genutzt.

#### Datenbestand
Ein großer Teil des Datenbestands der Crif wurde von AZ Direkt, einem Tochterunternehmen von Bertelsmann zugekauft. Diese haben diese Daten nach § 151 der österreichischen Gewerbeordnung für „Direktmarketingzwecke“ gesammelt. Die Crif hat diese Daten jedoch dann für Kreditbewertungen genutzt – was gegen die Zweckbindung nach Artikel 5 Abs. 2 DSGVO verstößt und rechtswidrig war. Diese Stammdaten werden von der Crif als „Positivdaten“ zu einem großen Teil der Bevölkerung verarbeitet.
Die Crif erhält „Negativdaten“ von diversen Inkassobüros, wie etwa nicht bezahlte Rechnungen. Nur zu etwa 10 % der Personen im Datenbestand der Crif soll es solche Negativdaten geben.

#### Scores
Die Scores der Crif in Österreich sind auf einer Skala von 250 bis 750 angegeben. Nach Auskunft der Crif basieren „Scores“ für Personen ohne Negativdaten allein auf Alter, Anschrift und Geschlecht, wobei die Anschrift des Konsumenten den mit Abstand größten Teil des Scores ausmacht.
Personen die nicht in der Datenbank der Crif existieren, wie etwa Personen die nach Österreich zugezogen sind, bekommen ebenfalls einen Score, wobei hier nur die Anfragedaten verwendet werden und mangels Verifizierung der Daten ein schlechterer Score zurückgegeben wird. Dies kann mitunter zur Verweigerung von Verträgen führen.

#### Auskunft nach Artikel 15 DSGVO
Die Crif Österreich war Gegenstand von mehreren Verfahren vor der österreichischen Datenschutzbehörde und dem Europäischen Gerichtshof zur fehlerhaften Auskunft nach Artikel 15 der Datenschutzgrundverordnung.